# 姫川玲子シリーズ
『姫川玲子シリーズ』（ひめかわれいこシリーズ）は、誉田哲也による日本の警察小説のシリーズ。
主人公は警視庁捜査一課・殺人犯捜査係の主任である警部補・姫川玲子。女性ながら警察の花形である職場に就いた彼女は男以上にタフな精神力をもち、個性あふれる刑事たちとぶつかり合いながら、立ちはだかる凶悪な難事件を解決していく。これまでにシリーズ10作品、ならびにスピンオフ作品『感染遊戯』が発表されている。基本的にサブタイトルは英語をカタカナに直したものが多い。なお、長編については時系列が刊行された作品通りになっているが、短編集『シンメトリー』およびスピンオフの『感染遊戯』については時系列が異なっている（『感染遊戯』は基本的に『インデックス』の後の話になる）。シリーズ累計では400万部を突破した。 
本シリーズはフジテレビにより、2010年から2013年にかけて、および2019年に異なる主演で映像化されている。
最初に竹内結子主演で2010年から2013年にかけてテレビドラマ・映画化され、その全てが第1作と同じ『ストロベリーナイト』のタイトルとなっている。次に二階堂ふみ・亀梨和也ダブル主演で2019年4月から『ストロベリーナイト・サーガ』のタイトルでテレビドラマ化された。

## シリーズ一覧
| #  | タイトル            | 単行本 （光文社）                     | 文庫本 （光文社文庫）                   | あらすじ |
| -- | ------------------- | ------------------------------------- | --------------------------------------- | --- |
| 1  | ストロベリーナイト  | 2006年2月 ISBN 4-334-92486-7          | 2008年9月9日 ISBN 978-4-334-74471-7     | 公園で発見された他殺体に端を発した溜め池への死体遺棄事件。被害者たちが共通して取っていた秘密の行動と「ストロベリーナイト」の謎に結束の固い姫川班の面々が迫る。 |
| 2  | ソウルケイジ        | 2007年3月19日 ISBN 978-4-334-92542-0  | 2009年10月8日 ISBN 978-4-334-74668-1    | ワンボックスカーから発見された血塗れの左手首。死体が見つからない中、被害者の周辺の捜査を進めるうちに矛盾する事実が次々と浮かび上がり、犯人のトリックに完敗した結末を迎える。 |
| 3  | シンメトリー        | 2008年2月20日 ISBN 978-4-334-92596-3  | 2011年2月9日 ISBN 978-4-334-74904-0     | 全7編の短編集。骨の髄まで刑事な玲子。明けても暮れても捜査の日々は終わらない。 |
| 4  | インビジブルレイン  | 2009年11月18日 ISBN 978-4-334-92688-5 | 2012年7月12日 ISBN 978-4-334-76433-3    | 暴力団下部組織の構成員が殺害された事件。捜査の中、玲子たちは上層部から「ある人物」の名前が出ても追及してはいけない指示を受ける。九年前に犯した失態を隠蔽しようとする警視庁。反発して単独捜査を進める玲子はその中で禁断の恋を経験するが…。そして、姫川班にとって大きな展開を迎える。                                                 |
| 5  | 感染遊戯            | 2011年3月18日 ISBN 978-4-334-92748-6  | 2013年11月8日 ISBN 978-4-334-76648-1    | 勝俣が手掛けた製薬会社サラリーマンの殺人事件、刑事を辞する直前に倉田が関わった路上殺傷事件、葉山が担当した老人同士の小競り合い。三人が直面した事件の裏にある人物の復讐劇があった。 |
| 6  | ブルーマーダー      | 2012年11月16日 ISBN 978-4-334-92855-1 | 2015年6月11日8日 ISBN 978-4-334-76918-5 | 姫川班の解体後、本庁復帰を目指す玲子は池袋署で命知らずな捜査をし続けていた。そこに身体中の骨を砕き粉々にする殺人事件が立て続けに発生し、街は青いマスクの怪物への恐怖に陥る。 |
| 7  | インデックス        | 2014年11月13日 ISBN 978-4-334-92977-0 | 2017年8月8日8日 ISBN 978-4-334-77506-3  | 短編集。池袋署に在籍する無茶な捜査をし続ける玲子が、ゴリ押しで本庁に復帰して扱いづらい部下しかいない十一係姫川班と共に再出発していたころのエピソード集。 |
| 8  | ルージュ 硝子の太陽 | 2016年5月10日 ISBN 978-4-334-91093-8  | 2018年11月8日 ISBN 978-4-334-77745-6    | 地下アイドルとその家族の惨殺事件が何の進展もなく三ヶ月が過ぎ、捜査陣は八方塞がりとなるが、同じ事件を追うあるフリージャナリストが調べた情報から28年前に上からの圧力で迷宮入りにさせられた当時の米兵が仕出かした同じ手口の一家惨殺事件に辿り着く。                                                                                    |
| 9  | ノーマンズランド    | 2017年11月15日 ISBN 978-4-334-91192-8 | 2020年11月10日 ISBN 978-4-334-79106-3   | 女子大生殺害事件を担当した玲子は別件で逮捕された重要参考人の聴取を本所署に依頼するが、拒絶される。納得いかない玲子はその後追い捜査をするが、そこで高校三年の時に北朝鮮の工作員に拉致された純愛を抱いていた同級生を取り戻そうとする男の20年に亘る執念とその無残な結末を目撃する。                                                    |
| 10 | オムニバス          | 2021年2月22日 ISBN 978-4-334-91385-4  | 2023年7月12日 ISBN 978-4-334-79551-1    | 短編集。『ノーマンズランド』で捜査陣が本来担当していた女子大生殺害事件が解決に行きつくまでを描いた「それが嫌なら無人島」を含む7作品を収録。 |
| 11 | マリスアングル      | 2023年10月25日 ISBN 978-4-334-10092-6 |                                         | 塞がれた窓、防音壁、追加錠…監禁目的の改装が施された民家で男性死体が発見された。警視庁捜査一課殺人班十一係主任、姫川玲子が特捜に入るも、現場は証拠が隠滅されていて糸口はない。犯人は何の目的で死体を放置したのか？玲子の天性の勘と閃き、そして久江の心に寄り添う聞き込みで捜査が進展すると、思いもよらない人物が浮かび上がってきて―― |

## 主な登場人物

### 十係姫川班
姫川 玲子（ひめかわ れいこ）
本シリーズの主人公。第一作時、29歳。階級は警部補。捜査一課殺人犯捜査第十係（姫川班）主任。視力は両目とも2.0。170cmの長身にして、ある女優に似ていると言われるほどの美人。COACHのバッグやバーバリー・ブルーレーベルのトレンチコートなどを愛用している。
埼玉県浦和市出身、6月7日生まれ。四年制女子大学を卒業後、新卒で入庁し、品川署に配属。巡査部長昇進に伴い、碑文谷署に異動し交通課交通規制係の主任を拝命。『中目黒OL殺害事件』の応援要請に派遣され解決にこぎつける。警視庁刑事部に配転する予定だったが、人事がもたついている間に警部補の昇進試験にも合格したため、四谷署交通課交通捜査係に係長として異動、後に晴れて本庁入りした。ノンキャリアでありながら27歳という異例の速さで警部補に昇進し、今泉第十係長によって主任（班長）に抜擢された。行動力もさることながら、天性のプロファイリングセンスによって犯人の行動を見抜く特性がある。その時には決まって遠くを見つめたり、いきなり頭の中で火花が爆ぜるように勘が働きだす。反面、犯罪者の意識に同調する面があり、同僚からは「考え方が危険」とも指摘されている。男以上にタフな精神力をもち、上司にも物おじしない性格であるが、それゆえ周りに敵を作りやすく、特に十係の日下とは犬猿の仲になっている。いわゆる仕事人間であり、お見合いを無断ですっぽかすほど。せっかちでルールや縄張りを無視して単独で突っ走るため、一部の警察官から迷惑がられている。妹・珠希（たまき）は既に結婚し、子供・春香（はるか）がいる。
高校生のとき、17歳の暑い夏の夜に軽い気持ちで遊びに出た帰り道の公園で若い男に強姦されてしまった。その事件を担当した女性刑事・佐田倫子（さた みちこ）に励まされて少しずつ心を開いていくが、佐田は容疑者確保の際に犯人に殺害された。裁判で犯人と向き合い、そこで犯人の弁護士が佐田を貶める発言をしたのに激昂したが、このときの玲子の姿に佐田の同僚や遺族が涙を流し敬礼したのを目の当たりにし、警察官の連帯感に感銘を受け、刑事を目指すことを決意した。佐田が殉職による二階級特進で与えられた警部補という役職に強いこだわりを持ち、大学時代もほとんどの時間を昇任試験の学習に費やしていた。今でも暑い夏の夜になったり、他人に言われたり、事件関係者が強姦されていたのを知ると、当時の自分が犯人に強姦されたことを思い出して気を失うことがある。取り調べでも被疑者が強姦の余罪を自白すると怒りを露わにする。
姫川班解体後、池袋署に異動し（#4）、約1年半後に今泉のゴリ押しで本庁に復帰して十一係姫川班を率いることになった（#7）。
菊田 和男（きくた かずお）
第一作時、32歳。階級は巡査部長。大柄な体型で年齢が上ということもあり、玲子より階級が上と勘違いされてしまう。実際、班の号令をかけている。実直な性格。玲子に気があるが、口に出せない。恋愛の遍歴が少なく、24歳の時に一度行きつけの飲み屋の娘と付き合っていたが、1年で地元に戻ることになりそれきりで終わった。玲子に告白しようとするたびに横槍（主に井岡）が入るため、特に井岡に子供じみた嫉妬心を抱いている。28歳のときに巡査部長に昇進後は、玲子の部下のままでいたいために警部補の試験を受けずにいたが、姫川班解体後に千住署に配属され、11歳下の同僚・野崎梓（のざき あずさ）に猛アタックされて、結婚した（#6）。
その後、警部補試験に合格して本庁に復帰して十一係姫川班に加わった（#7）。犬が苦手。
石倉 保（いしくら たもつ）
第一作時、47歳。巡査部長。玲子たちからは「たもっつあん」と呼ばれているベテランの刑事。馴染みの店を巡り世間話をしながら情報収集する「古き良き時代のデカ」。
大塚 真二（おおつか しんじ）
第一作時、27歳。巡査長。高校卒業後警視庁に入庁。粘り強く地道な作業をすることでベテラン刑事から評価されている。また、玲子にとって初めての年下の部下でもあった。しかし『水元公園変死体遺棄事件』で「ストロベリーナイト」の情報を最初に入手し、情報屋に接触して極秘に違法捜査を行った矢先、情報を知った犯人グループに殺害されてしまう（#1）。
湯田 康平（ゆだ こうへい）
第一作時、26歳。巡査長。玲子たちからは「コウヘイ」と呼ばれている。お調子者で退庁後の居酒屋の予約を担当している。
葉山 則之（はやま のりゆき）
初登場（#2）時、25歳。巡査長。殉職した大塚の後釜としてソウルケイジより登場。玲子たちからは「ノリ」と呼ばれている。異例の速さで捜査一課にとりたてられた長身の美男子。しかし、性格が暗く、ほとんどしゃべったり笑ったりすることが無い。
私立中学に通っておりエスカレーター式に進学するはずだった14歳のとき、家庭教師として勉強を見てもらっていた女子大生・有田麗子（ありた れいこ）が通り魔に襲われ殺害されたのを目撃しながら、証言をすることができなかった。この時の後悔と、犯人が自分を殺しにくるという恐怖から自分を救うために、また未解決になった麗子の事件を自分の手で再捜査するために高校卒業後に警察官になった。以降は刑事として隙を見せない、ストイックな生き方をしている。被害者と同じ名前ということもあり、玲子に話しかけられるたびに麗子の事件を思い出してしまう（この殺人犯は既に別件で逮捕されている（#9））。
姫川班解体後、所轄署に異動し、巡査部長昇進と共に本庁に復帰して勝俣班に加わった（#8）。

### 十一係姫川班
日野 利美（ひの としみ）
初登場（#7）時、53歳。巡査部長。玲子からは「日野チョウ」と呼ばれている。息子二人は既に独立している。親子程の歳が違う若い美人でゴージャスな玲子への嫌味が多いが、捜査はきっちりとこなす。
中松 信哉（なかまつ しんや）
初登場（#7）時、47歳。巡査部長。利美からは「中マッちゃん」と呼ばれている。独身で、やさぐれて身嗜みがだらしなく口数が少ないが、ベテランの刑事として年下の上司の玲子を支える。新米のころの菊田とコンビを組んだことがある。
小幡 浩一（おばた こういち）
初登場（#7）時、32歳。巡査部長。玲子の一つ下。利美からは「バタヤン」と呼ばれている。なかなかの美男子だが若干目つきが悪い。当初は玲子に反発していたが、打ち解けた後は軟化し、たまに菊田と共に玲子と呑みに行っている。

### 警視庁
勝俣 健作（かつまた けんさく）
第一作時、49歳。警部補。捜査一課殺人犯捜査五係（勝俣班）主任。通り名は「ガンテツ」。
公安部を経て捜査一課に転属。「一課内公安」と呼ばれるほど情報の収集に長けている。その裏では警察の内部情報を売って金を作り、そこで得た金で情報提供者への賄賂にあてている。いわば違法捜査を行っているのだが、警視庁内部の重大な秘密が洩らされるのを恐れ、上層部は黙認している。「ガンテツ」という通り名は公安部の時のスタイルを全く変えずに捜査に取り組んでいることから「頑固一徹」を略したもの。
犯人を捕まえるためにはどんな手でも使い、また同じ班の人間を蹴落とすことを平然と行う。『水元公園変死体遺棄事件』では大塚が違法に接触した情報屋に対し、さらに金を出して黒幕を突き止めるよう指示したほか、かつて同じ班にいた日下に誤認逮捕を誘導したことがある。
玲子のことは「中途半端な美人」「態度が気に食わない」と毛嫌いしている。捜査一課の人間の経歴を調べており、特に玲子に関しては入庁前の経歴まで調査して強姦事件のことも把握しており、玲子への嫌がらせのネタにしている。バツイチで娘の親権は別れた元妻が持っている。喫煙者。
日下 守（くさか まもる）
第一作時、44歳。警部補。捜査一課殺人犯捜査十係（日下班）主任。
かつて巡査部長時に勝俣とともに捜査一課四係に配属されていた。ある事件で自らが立てた被疑者をデスクの後押しもあり調べていたものの、黙認していた勝俣によって別にいた真犯人を立てられてしまう。このことで立場をなくし、警部補の試験にも失敗したことから、一切の予断を誰にも許さない完全無欠の捜査を信条とすることになり、勝俣をもってして「とんでもない怪物」と言われる人間となった。
玲子とは対照的に状況や物証を徹底的に重視し、全方位に目を配った慎重で機械的な捜査を信条とする。いかなることがあってもその際に予断を挟むことを一切行わない。しかしながら、捜査は正確でむしろ速く、周囲からの信頼も高い。パソコンの取り扱いにも長けていて、タッチタイピングもお手のもの。仕事のためにインターネットカフェの会員カードを多く持っている。また、どんなに厳しいことを言っても声を荒らげることもない。
玲子からは自分を強姦した男に似ているということや捜査方法が正反対ということで「有罪判決製造マシン」と罵られ、世界で二番目に嫌いな男だと思われている。しかし、本人は玲子と馬が合わないことは認識しているものの、むしろ玲子の能力を買っている面もあり、なぜ毛嫌いされているのか真実が分からず、身に覚えのない怨みをぶつけ続ける玲子といつしか犬猿の仲になった。その一方で玲子の捜査方法では「なぜその考えに至ったのか」という説明がされていないことから、このままでは誰かが傷つくと警戒して玲子の方法を修正させたいとも考えている。
既婚者だが、仕事人間で捜査に入るとものの5分で家庭のことを忘れてしまう。そのため、14歳（#2）になる息子・芳秀（よしひで）が虐めを受けていたことに気がついていなかった。
統括警部補に昇進し、林の殉職後、その後任として玲子の直属の上司となり（#9）、自分を嫌う態度を続ける玲子をそれでも有能な部下として庇護している。
今泉 春男（いまいずみ はるお）
第一作時、49歳。警部。捜査一課十係長。通り名は「イマハル」。
『中目黒OL殺害事件』で応援のために派遣された玲子と初めて会う。その後、警視庁に入庁した玲子を捜査一課・主任に転属させた。
現場に出ていたころは玲子同様、勘を頼りにした捜査方法を取っていた。玲子の能力を高く買っており、玲子が無茶なことをやっても許してしまう。
同じ誉田哲也の作品『ジウ』シリーズにも登場している。
橋爪 俊介（はしづめ しゅんすけ）
第一作時、49歳。警視。捜査一課管理官。
地域部から異動してきた捜査経験の少ない管理官。極度のお調子者で、要らぬチャチャを入れては捜査を混乱させている。かつら疑惑がある。
林 弘巳（はやし ひろみ）
初登場（#4）時、52歳。警部補。捜査一課強行犯捜査二係の主任。玲子からは様々な面倒を見てもらったことで好意を持たれている。
人事異動で本庁に復帰した玲子の直属の上司になり（#7）、十一係姫川班の面々に玲子と仲良くするように気を使っていたが、『祖師谷母子強盗殺人事件』で犯人に刺されて殉職した（#8）。享年55。

### その他
井岡 博満（いおか ひろみつ）
第一作時、31歳。巡査長→巡査部長。なぜか事件のたびに玲子と共に捜査をすることになる（本人曰く「赤いワイヤーロープで結ばれているから」とのこと）。
出目の出っ歯に猿耳の顔立ちに加え、インチキ関西弁が特徴だが実は生まれは東京である。玲子に一目惚れして、捜査の最中でも玲子を口説こうとすることもあり、そのたびに玲子の鉄拳を受ける（しかし最近はそれさえも快感になっている）。また、菊田からも玲子を巡って激しく嫌がられている。だが、刑事としての勘は悪くなく『水元公園変死体遺棄事件』では殺されかけている玲子の居場所を勝俣と共に突き止めて窮地を救い、黒幕を捕まえるに至っている。かなりの情報通で、玲子が気付かなかった事実を仕入れてくることもある。だが玲子には何度も井岡に窮地を救ってもらったという自覚は全く無く、そのふざけた態度のせいで露骨に邪魔者扱いされているが、それでもめげずに玲子への恋心を表して玲子の活躍に貢献している。
誉田哲也の処女作『ダークサイド・エンジェル紅鈴 妖の華』にも登場し、捜査一課に所属している。
國奥 定之助（くにおく さだのすけ）
第一作時、59歳。東京都監察医務院に勤める監察医。見た目は70以上に老けている。子供はおらず、妻をだいぶ前に交通事故で喪っている。
玲子と月に一、二度食事をしている数少ない飲み友達ということもあり、監察医に要件がある場合、玲子を向かわせることが多い。玲子を「姫」呼ばわりして本気で求愛しようとしており、井岡を「チンパン君」、菊田を「ゴリ男」と揶揄している。玲子との話のタネは風変わりな死体。
定年退官後は民営として家族の死因に納得のいかない遺族の依頼でその死因の再鑑定を生業としている（#9）。
井岡と同じく『ダークサイド・エンジェル紅鈴 妖の華』にも登場している。
武見 亮太（たけみ りょうた）
検事。普段はにやついて人を食った態度をしているが、自分が恥をかかされてるのに気づくと猟犬みたいに豹変する。
玲子とある事件で協力し合った（#9）のを切っ掛けに逢瀬を重ねる仲になる。

## 評価
文芸評論家・書評家の杉江松恋は、姫川玲子の人物像を、日本の警察小説史の中で柴田よしきによる村上緑子（RIKOシリーズ）、乃南アサによる音道貴子（女刑事・音道貴子シリーズ）の2つの流れを継承した重要なキャラクターであると指摘し、女性性を警察小説の中に活かした手法を評価している。

## 映像化作品
本シリーズはフジテレビ系列でテレビドラマシリーズ、および映画として映像化されている。なお、タイトルは第1作『ストロベリーナイト』を原作とする単発ドラマ以外も全て『ストロベリーナイト』である。主人公の姫川玲子は竹内結子が演じた。
- スペシャルドラマ『ストロベリーナイト』（2010年11月13日、土曜プレミアム特別企画） - 原作：『ストロベリーナイト』
- 連続ドラマ『ストロベリーナイト』（2012年1月10日から3月20日、火曜21時枠） - 原作：『ソウルケイジ』『シンメトリー』『感染遊戯』
- 映画『ストロベリーナイト』（2013年1月26日公開） - 原作：『インビジブルレイン』
- 4夜連続ショートドラマ『ストロベリーミッドナイト』（2013年1月22日 - 1月25日） - オリジナル作品（原案・誉田哲也）
- スペシャルドラマ『ストロベリーナイト アフター・ザ・インビジブルレイン』（2013年1月26日、土曜プレミアム特別企画） - 原作：『シンメトリー』『感染遊戯』

また、2019年4月からタイトルを『ストロベリーナイト・サーガ』としてキャストやスタッフを一新し、フジテレビの木曜劇場枠にて放送。リメイク作品であり、上記のシリーズの続編ではない。姫川役を二階堂ふみ、姫川の年上の部下である菊田和男役をKAT-TUNの亀梨和也が演じた。